# ديزموند دانيال
ديزموند دانيال (19 يناير 1943 في جنوب أفريقيا - 2 مارس 2015 في الإمارات العربية المتحدة) (بالإنجليزية: Desmond Daniel)‏ هو لاعب كريكت جنوب أفريقي.

## وصلات خارجية
- ديزموند دانيال على موقع إي آس بي آن كريك إنفو (الإنجليزية)